# 稲田藤治郎
稲田 藤治郎（いなだ とうじろう、明治2年3月21日（1869年5月2日） - 昭和17年（1942年）2月22日）は、日本の政治家、実業家。衆議院議員。稲田家の七代目。鳥取県平民。
弁護士・公証人雑賀愛造、洋食のレストラン“十字屋”経営主で元米子市会議員野坂康久などは稲田一族の出身である。

## 経歴
鳥取県米子市久米町出身。稲田喜重郎の二男。家業は酒・醤油醸造業（現・稲田本店）。
明治21年（1888年）東京高等商業学校（一橋大学の前身）卒業。
明治25年（1892年） 久米町にてビール工場を建設。本場ドイツで学んだ技師を雇い入れ、瓶は手拭で手造り、長いコルク栓でガス漏れを防ぐ等の工夫を凝らし“イナタビール”として売り出す。後年隣家より出火、類焼（ビール工場は全焼）に逢い、ビール製造は中止の止むなきに至ったが、地ビール製造の先駆とも言える存在であった。
予備陸軍三等軍吏から陸軍一等主計に昇進し、この間、日清戦争、日露戦争に従軍した。
明治36年（1903年）3月、第8回衆議院議員総選挙に鳥取県郡部から出馬して当選し、衆議院議員に1期在任した。
大正2年（1913年）兄秀太郎方より分家して一家を創立す。
政治の世界を去ってからは東京に在住して各種の事業を営んだ。

## 家族・親族

### 稲田家

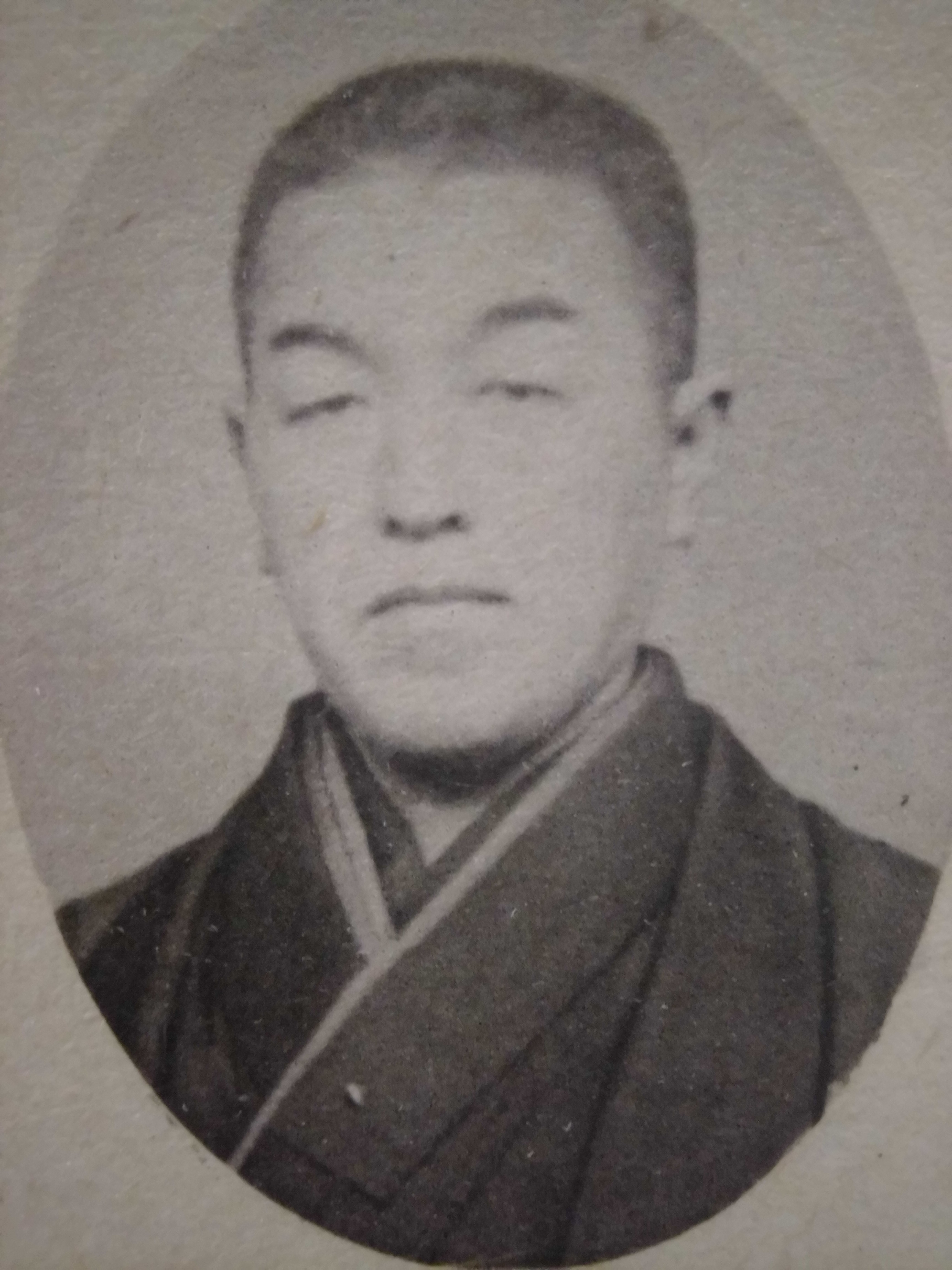
六代目稲田秀太郎

（鳥取県米子市紺屋町・米子市久米町、東京都）
- 『新修 米子市史 第五巻 民俗編』によれば、

｢因幡屋稲田家は、延宝年代（1673年～1680年）以前に因幡から伯耆の大寺村（現岸本町大寺）へ移り、元禄のころには米子で酒造業を営んでいる。米子での初代は因幡屋半兵衛（延享三年没）で、二代七左衛門（元文二年～文化六年）、三代喜右衛門（宝暦一二年～文政七年）、四代嘉右衛門（寛政七年～明治一八年）、五代喜右衛門（改喜重郎、天保七年～明治四二年）と続いている。｣。
- 『米子商業史』によれば、

「紺屋町で酒造業、質商を営んだ因幡屋稲田家は、昭和9年（1934年）同家七代目藤治郎が記した稲田家系図によると、延宝年代（1673年～1680年）以前、因幡から大寺村に移って、生業に従事していたが、元禄のころ米子に移り、岩倉町から尾高町に落ち着いた。米子の初代は因幡屋半兵衛で、古い祖先の墓が飯生村にあったのを、菩提寺の安国寺に移したという。半兵衛は延享3年（1746年）没。18世紀の70～80年代に、紺屋町に移って酒造業を開始した。
四代嘉右衛門は、明治18年（1885年）84歳で没するまで長命を保ったが、営業を拡大し、町年寄その他公職を奉じ、苗字帯刀を許された。華道、茶道の趣味もあり、菩提寺鐘楼の建立や、荒尾家への資金用立などにその財力を示した。
幕末から明治にかけて五代目嘉右衛門（嘉重郎）、六代目秀太郎もそれぞれ、町の政財界に重きをなした。醸造業は酒・醤油のほか、明治中期にはビール製造にも着手した。
- 継母・いわ[11]

安政4年6月生 - 没
- 兄・秀太郎[3]（鳥取県平民[3]、稲田家六代目）
- 妻・きぬ[5]（門脇良英二女[5]）

明治7年（1874年）5月生 - 没
- 長男・勇太郎[5][12][12]）

明治28年（1895年）2月生 - 没。住所は東京都世田谷区太子堂。
三男　恭三　明治32年生まれ(湯浅坂本法律特許事務所).
四男　謙吉(軍人川井氏へ養子) 明治33年生まれ
宗教は曹洞宗。 
- 同妻・ルイ（太宰一郎妹）

明治39年（1906年）10月生 - 没
- 男・千秋[5]（天野芳太郎の養子になる[5]）
- 庶子男・譲[3]（生母・鳥取県平民間瀬春野[3]）